# Iphiaulax spilocephaliformis
Iphiaulax spilocephaliformis är en stekelart som beskrevs av Ramakrishna Ayyar 1928. Iphiaulax spilocephaliformis ingår i släktet Iphiaulax och familjen bracksteklar. Inga underarter finns listade i Catalogue of Life.